# Dinie Besems
Dinie Besems (Oosterhout, 15 maart 1966) is een Nederlands beeldend kunstenaar die bekendheid verwierf als sieraadontwerper. 

## Biografie
Besems is opgeleid aan de Hogeschool voor de Kunsten te Arnhem (1987-1988) en de Gerrit Rietveld Academie (1988-1992) te Amsterdam. Bekend is een van haar eindexamenwerken: een collier van ijsblokjes dat smelt bij dracht. In 1995 had zij haar eerste solotentoonstelling bij Galerie Ra te Amsterdam. Naast sieraden legt Besems zich steeds meer toe op ruimtelijk en conceptueel werk waarbij zij het publiek actief betrekt.
Besems was een van de eerste kunstenaars in Nederland die actief gebruikmaakte van een eigen website op het internet. In 1994 werkte Besems samen met Marcel Wanders aan het project Geheim Verbond - oesters & zwijnen.
In 2006 trok Besems zich terug uit de wereld van het sieraad, ervan overtuigd dat ze daar heeft gezegd en gedaan wat ze wilde. Sindsdien heeft zij zich toegelegd op het maken van een conceptueel tijdschrift over uiteenlopende onderwerpen. Na een pauze van acht jaar keerde Besems terug in het sieradenvak (2014).
Dinie Besems geeft ieder half jaar een Salon Dinie Besems waar nieuwe ideeën in een persoonlijke omgeving worden getoond.

## Tentoonstellingen (selectie)

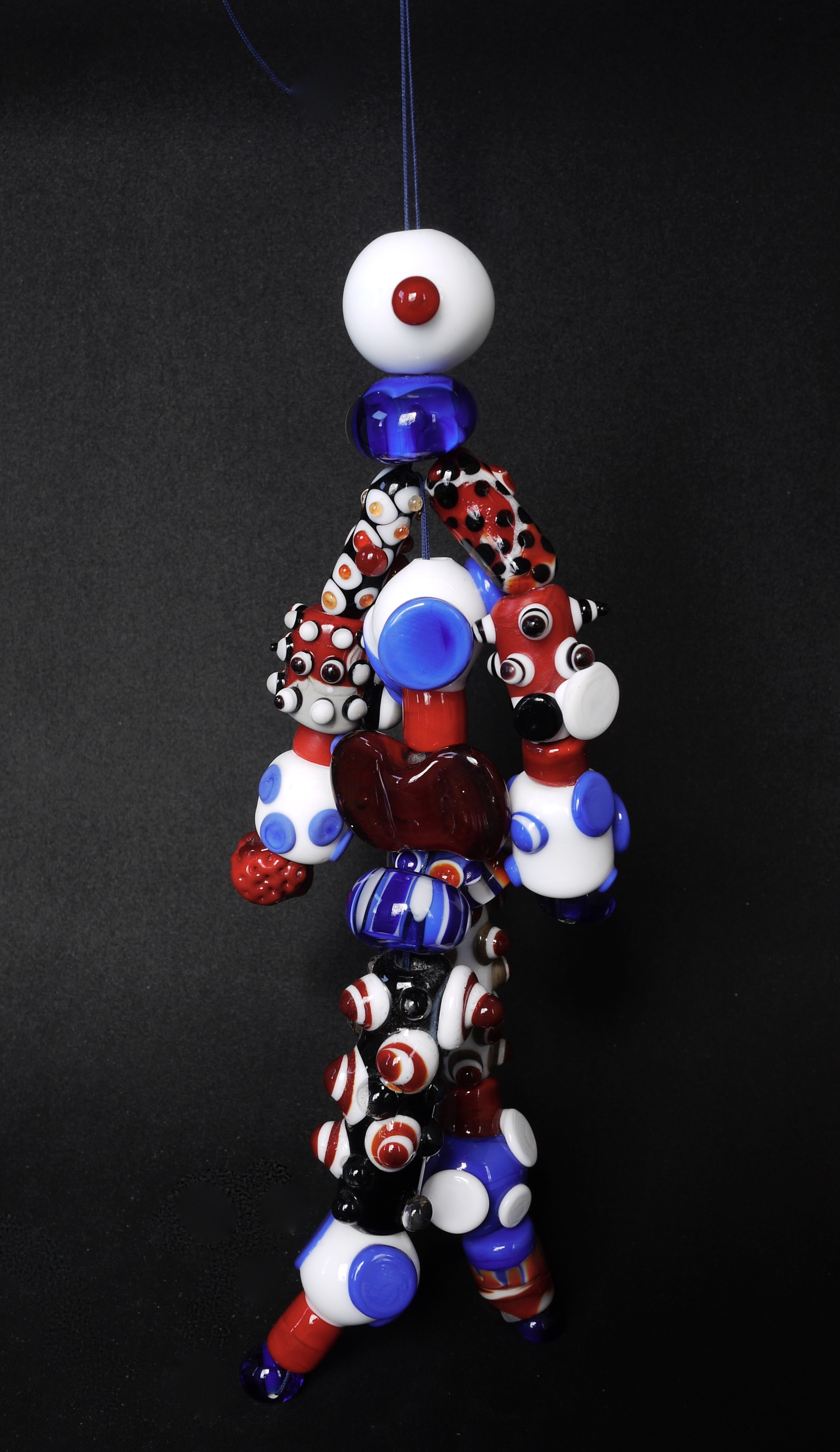
'Zelfportret'

- 2014 - Dinie Besems: '25 een opmerkelijke vergelijking, Stedelijk Museum, 's-Hertogenbosch
- 2015 -  'Gestoken Landschap', Looersgracht60 amsterdam
- 2016 - Salon DinieBesems 'XXS' various lokations Amsterdam